# Andy Stanley

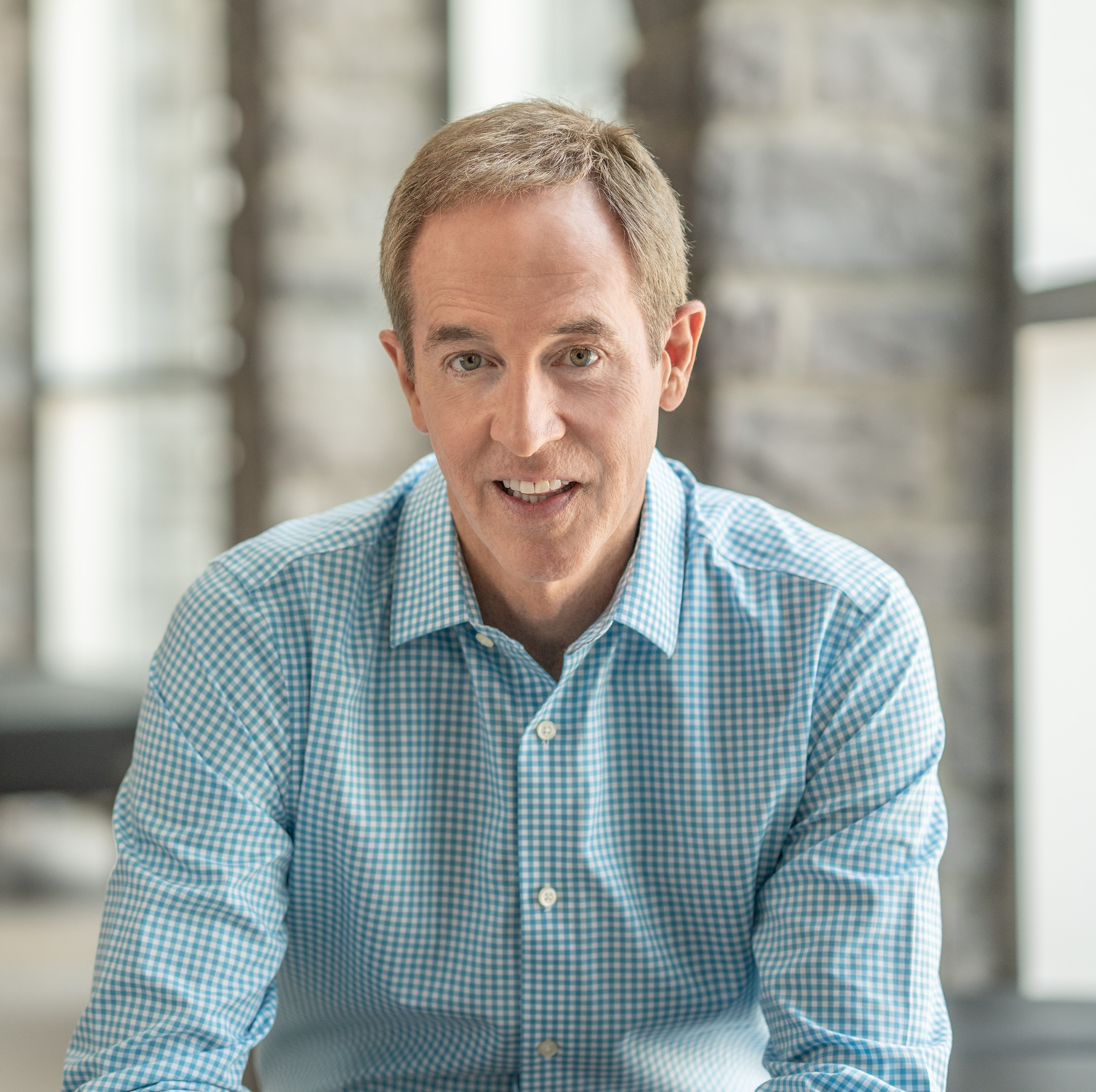
Andy Stanley (2018)

Andy Stanley (* 16. Mai 1958 in Atlanta, Georgia, USA) ist ein US-amerikanischer baptistischer Theologe, Gemeindegründer und Leiter der unabhängigen evangelikalen Northpoint Community Church, Referent und Autor.

## Leben und Wirken
Stanley ist der Sohn des Baptistenpastors Charles Stanley (1932–2023), der 50 Jahre Pastor der First Baptist Church in Atlanta war, und dessen Ehefrau Anna Johnson Stanley († 2014). Er wuchs gemeinsam mit seiner Schwester Rebecca „Becky“ Stanley auf.
Stanley studierte Journalistik an der Georgia State University und Theologie am Dallas Theological Seminary. Sein Journalistikstudium schloss er mit einem Bachelor ab, sein Theologiestudium mit einem Master. Anschließend war er zehn Jahre in der von seinem Vater geleiteten Kirchengemeinde tätig.
1995 gründete er die North Point Ministries (NPM) in Atlanta. Dieser Dienst mit Sitz in Alpharetta wuchs stark an und umfasste 2020 sieben Kirchen im Großraum Atlanta sowie ein Netzwerk von etwa 100 Kirchen weltweit, die von 185.000 wöchentlichen Besuchern frequentiert wurden. Seine seit 2012 ausgestrahlten Videobotschaften erreichten 2020 rund 10,5 Millionen Zuschauer im Monat.
Stanley ist Autor von über 20 Büchern (Stand 2023).

## Familie
Stanley ist verheiratet mit Sandra, mit der er drei erwachsene Kinder hat, und wohnt in Milton, Georgia.

## Kritik
Stanley ist ein Prediger und Kommunikator, der es versteht, komplexe biblische Themen einfach, klar und verständlich darzustellen. Mit seinen Videobotschaften hat er über seine Kirche hinaus weltweit Beachtung gefunden. Mit seinem Buch Einfach unwiderstehlich: Zurück zur atemberaubenden Kraft des Glaubens (englisch: Irresistible – Reclaiming the New that Jesus unleashed for the World), das 2018 bei Zondervan in Grand Rapids erschien, löste Stanley eine kontroverse theologische Diskussion aus. Er wollte eigentlich gegen eine engstirnige, erstarrte und moralisierende evangelikale Gemeindekultur anschreiben. Evangelikale Kritiker aus dem deutschsprachigen Raum wie Guido Baltes, Ulrich Eggers, Thomas Härry und Ulrich Wendel anerkennen zwar dieses berechtigte Grundanliegen; sie lehnen aber seine überzogene Kritik, in der er das Alte Testament mit dieser Gemeindekultur in Verbindung bringt und dabei stark abwertet, ab.

## Publikationen (Auswahl)
- Like a Rock. Thomas Nelson, 1997. ISBN 0-7852-7612-2.
- Visioneering. Multnomah, 1998. ISBN 1-57673-787-X.
- The Seven Checkpoints: Student Journal. Howard Books 2001. ISBN 1-58229-178-0.
- Choosing To Cheat. Multnomah, 2002. ISBN 1-59052-329-6.
- How Good Is Good Enough? Multnomah, 2003. ISBN 1-59052-401-2.
- Can We Do That? Innovative Practices that will Change the Way You Do Church (mit Ed Young Junior). Howard Books, 2004. ISBN 1-58229-457-7.
- The Best Question Ever. Multnomah, 2004. ISBN 1-59052-390-3.
- Seven Practices of Effective Ministry. Multnomah, 2004. ISBN 1-59052-373-3.
- Creating Community. Multnomah, 2004. ISBN 1-59052-396-2.
- Louder Than Words. Multnomah, 2004. ISBN 1-59052-346-6.
- Communicating for a Change. Multnomah, 2006. ISBN 1-59052-514-0.
- Next Generation Leader. Multnomah, 2006. ISBN 1-59052-539-6.
- It came from Within! Multnomah, 2006. ISBN 1-59052-510-8.
- Fields of Gold. Tyndale, 2006. ISBN 1-4143-1196-6.
- The Principle of the Path. Thomas Nelson, 2009. ISBN 0-8499-2060-4.
- The Grace of God. Thomas Nelson, 2010. ISBN 0-8499-4814-2.
- Enemies of the Heart. Multnomah, 2011. ISBN 1-60142-145-1.
- When Work & Family Collide. Multnomah, 2012. ISBN 1-60142-379-9.
- Deep & Wide. Zondervan, 2012. ISBN 0-310-49484-2.
- How to be Rich. Zondervan, 2013. ISBN 1-62490-946-9.
- The new Rules for Love, Sex & Dating. Zondervan, 2014. ISBN 978-0-310-34219-9.
- Irresistible – Reclaiming the New that Jesus unleashed for the World. Zondervan, 2018. ISBN 978-0-310-53699-4.

### Übersetzungen ins Deutsche
- Wie gut ist gut genug? Hänssler, Holzgerlingen 2005, ISBN 3-7751-4370-X.
- Kompromisslos leben. R. Brockhaus, Wuppertal 2005, ISBN 3-417-21068-2.
- Next generation leader. Was man wissen muss, wenn man die Zukunft gestalten will. Brunnen Verlag, Giessen/Basel 2007, ISBN 978-3-7655-2959-7.
- Die Monster sind in dir. Wie man seine inneren Abgründe überwindet. R. Brockhaus, Wuppertal 2007, ISBN 978-3-417-26214-8.
- Von der Vision zur Wirklichkeit. Wie Sie Ihr Ziel im Blick behalten. Gerth Medien, Aßlar 2008, ISBN 978-3-86591-852-9.
- Das Geschenk der Gnade. SCM R. Brockhaus, Witten 2011, ISBN 978-3-417-26442-5.
- Einfach unwiderstehlich: Zurück zur atemberaubenden Kraft des Glaubens. Gerth Medien, Aßlar 2020, ISBN 978-3-95734-630-8.